# Слош 1
Слош 1 (англ. Slosh 1) — індіанська резервація в Канаді, у провінції Британська Колумбія, у межах регіонального округу Сквоміш-Лілует.

## Населення
За даними перепису 2016 року, індіанська резервація нараховувала 177 осіб, показавши скорочення на 20,6%, порівняно з 2011-м роком. Середня густина населення становила 22,4 осіб/км².
З офіційних мов обидвома одночасно не володів жоден з жителів, тільки англійською — 175. Усього 35 осіб вважали рідною мовою не одну з офіційних, з них 30 — одну з корінних мов.
Працездатне населення становило 53,6% усього населення, рівень безробіття — 13,3%.

## Клімат
Середня річна температура становить 6,8°C, середня максимальна – 21°C, а середня мінімальна – -10,6°C. Середня річна кількість опадів – 498 мм.
| Клімат поселення                              | Клімат поселення | Клімат поселення | Клімат поселення | Клімат поселення | Клімат поселення | Клімат поселення | Клімат поселення | Клімат поселення | Клімат поселення | Клімат поселення | Клімат поселення | Клімат поселення | Клімат поселення |
| Показник                                      | Січ.             | Лют.             | Бер.             | Квіт.            | Трав.            | Черв.            | Лип.             | Серп.            | Вер.             | Жовт.            | Лист.            | Груд.            |                  |
| Середній максимум, °C                         | 2,60             | 5,44             | 8,52             | 12,85            | 17,26            | 21,03            | 20,37            | 20,52            | 15,99            | 10,14            | 4,01             | 0,29             |                  |
| Середня температура, °C                       | −4               | −1,14            | 1,94             | 6,26             | 10,67            | 14,44            | 17,34            | 17,49            | 12,96            | 7,12             | 0,98             | −2,72            |                  |
| Середній мінімум, °C                          | −10,59           | −7,74            | −4,65            | −0,33            | 4,08             | 7,83             | 14,32            | 14,47            | 9,94             | 4,10             | −2,06            | −5,76            |                  |
| Норма опадів, мм                              | 62               | 37               | 28               | 25               | 30               | 37               | 37               | 32               | 32               | 50               | 66               | 62               |                  |
| Середньомісячна швидкість вітру, м/с          | 2.03             | 2.13             | 2.44             | 2.68             | 2.53             | 2.38             | 2.22             | 2.00             | 1.90             | 2.11             | 2.18             | 2.09             |                  |
| Середньомісячна сонячна радіація, кДж/м²·день | 3021             | 6045             | 10586            | 15566            | 19222            | 20806            | 21710            | 18343            | 12868            | 7098             | 3379             | 2376             |                  |
| --------------------------------------------- | ---------------- | ---------------- | ---------------- | ---------------- | ---------------- | ---------------- | ---------------- | ---------------- | ---------------- | ---------------- | ---------------- | ---------------- | ---------------- |
| Джерело:                                      |                  |                  |                  |                  |                  |                  |                  |                  |                  |                  |                  |                  |                  |